# Danny (Fußballspieler)
Daniel Miguel Alves Gomes, Künstlername Danny (* 7. August 1983 in Caracas, Venezuela), ist ein ehemaliger portugiesischer Fußballspieler.

## Leben
Danny wurde als portugiesisch-stämmiger Venezolaner geboren. 1999 kam er mit 15 Jahren auf die portugiesische Atlantikinsel Madeira, um für die Jugend und Reserve von Marítimo Funchal zu spielen. Gegen Ende der Saison 2001/02 debütierte er in der Primeira Divisão, der damals höchsten portugiesischen Spielklasse, und feierte sofort seinen Durchbruch, als er in lediglich zehn Spielen fünf Treffer erzielen konnte. Nach der Saison wechselte er zu Sporting Lissabon, konnte sich aber beim zu diesem Zeitpunkt amtierenden portugiesischen Meister nicht durchsetzen und wurde daher nach sechs Monaten mit lediglich drei Einsätzen zum Jahreswechsel 2003/04 für den Rest der Saison zurück an Marítimo verliehen. Als er sich auch in der Hinrunde der Saison 2004/05 nicht in die Stammelf Sportings spielen konnte, wechselte er zum Jahreswechsel 2004/05 nach Russland zu Dynamo Moskau. Bei Dynamo wurde er schnell zu einem der Leistungsträger; so wurde er vom russischen Fußballverband als einer der drei besten rechten Offensivspieler der Saison 2007 ausgezeichnet und in die Liste der besten 33 Spieler der Premjer-Liga des Jahres aufgenommen. Am 25. August 2008 wechselte Danny zu Zenit St. Petersburg. Dynamo Moskau erhielt für den Wechsel die Rekordtransfersumme von 30 Millionen Euro.

## Nationalmannschaft
Danny spielte sowohl für die U-21- wie auch für die Olympiaauswahl Portugals. So erreichte er mit der Mannschaft bei der U-21-EM 2004 den dritten Platz, der gleichzeitig die Qualifikation zum olympischen Fußballturnier einige Wochen später bedeutete, an dem er auch teilnahm. Danny hatte großen Anteil am 3:2-Sieg im Turnier über Schweden: Die beiden Feldtore wurden durch seine Flanken vorbereitet, der Strafstoß zum 1:1 wurde Portugal nach einem an ihm verursachten Foul zugesprochen.
Am 20. August 2008 gab er sein Länderspiel-Debüt für die portugiesische A-Nationalmannschaft in einem Testspiel gegen die Färöer.

## Erfolge
- Portugiesischer Supercupsieger: 2002
- UEFA Super Cup: 2008
- Russischer Meister: 2010, 2012, 2015
- Russischer Pokalsieger: 2010, 2016
- Russischer Supercupsieger: 2011, 2015, 2016